# Utolica
Utolica is een plaats in de gemeente Hrvatska Kostajnica in de Kroatische provincie Sisak-Moslavina. De plaats telt 85 inwoners (2001).